# Сарріа-да-Те
Сарріа-да-Те (Catalan pronunciation: [səriˈa ðə ˈtɛɾ]) — село в Іспанії, у складі провінції Жирона та автономної спільноти Каталонія. Це частина столичної області міста Жирона.
Сарріа межує з Сан-Хуліа-де-Раміс на півночі, Жироною на півдні та сході та Сан-Грегорі на заході. Його територія займає трохи більше чотирьох квадратних кілометрів. Станом на 2015 рік населення Сарріа-де-Тер становило 4973 особи.
У 1976 році Сарріа була офіційно приєднана до сусіднього міста Жирона. У 1979 році, після повернення до демократичного муніципального управління по всій Іспанії після закінчення франкістської держави, Сарріа-де-Тер відновив свій статус незалежного муніципалітету.